# Aramecina
Aramecina es un municipio del departamento de  Valle en la República de Honduras.

## Límites
San Sebastián de Aramecina es uno de los 9 municipios del Departamento de Valle, localizado en la zona sur de la República de Honduras.
| Orientación | Límite                                  |
| ----------- | --------------------------------------- |
| Norte       | Municipio de Caridad, Valle             |
| Sur         | Municipio de Goascorán, Valle           |
| Este        | Municipio de Langue, Valle              |
| Este        | Municipio de Curarén, Francisco Morazán |
| Oeste       | República de El Salvador                |

Al norte dividida parte por la quebrada de Solubre se encuentra el municipio de Caridad, al sur dividida por la quebrada de la flor se encuentra el municipio de Goascorán, al este el municipio de Langue y de Curarén en Francisco Morazán, y al oeste dividido por el Río Goascorán se localiza la República de El Salvador.

## Historia
En 1578 se descubrieron ricos minerales en el cerro Potosí, en la sudcuenca del río Apasapo. Donde se construyó el poblado de Santa Lucía, perteneciente al municipio de Goascorán. En 1740 fue creado el municipio de Apasapo, siendo el primer Alcalde, el señor Crisostomo Cuevas. El 14 de julio de 1893, Apasapo pasó a formar parte del departamento de Valle. En 1907 el alcalde José Calistro Díaz, decidió trasladar la cabecera municipal de Santa Lucía a un valle más abajo, entre el río Apasapo y la Loma Colorada, el cual se llamaría San Sebastián de Aramecina, que en lengua mexicana Aramecina significa: "Río de los Magüeys pequeños".
El 14 de julio de 1969, la mayoría de los habitantes del municipio, con excepción de algunos que se quedaron a defender sus propiedades tuvieron que abandonarlo, huyendo de los bombardeos de la Fuerza Aérea Salvadoreña, cuando sucedió la Guerra del Fútbol, entre la república de El Salvador y Honduras, la mayoría de pobladores se dirigió hacia el este, sobrepasando la "Montaña del Caballito" que cuenta con una altura de 1004 metros sobre el nivel del mar; con rumbo hacia el Departamento de Francisco Morazán y el departamento de Valle, lejos de la frontera salvadoreña-hondureña donde estaba la acción bélica. El coronel Fernando Soto Henríquez de la Fuerza Aérea Hondureña sobrevoló esta frontera y fue en este cielo donde derribaría a los aviones bombarderos, pero el municipio de San Sebastián de Aramecina no había terminado la invasión salvadoreña, los soldados entraron por tierra, cruzando el Río Goascorán, situado a 1 kilómetro del pueblo y lo saquearon a su paso.

### Leyenda de Aramecina
Es un relato oral sobre la fundación de la localidad de San Sebastián de Aramecina, en cuanto al seudónimo de Aramecina, que proviene de una leyenda local que reza: Cuando el señor José Calistro Díaz, buscaba un lugar estratégico para diseñar su nueva cabecera municipal se encontró con este valle y ahí vio a un agricultor gritar "ARAMECINA", y él le preguntó ¿por qué gritaba esta palabra?; el campesino algo cansado le contestó: que él tenía dos toros y una vaca, la vaca se llamaba: Mecina (En honor de la ciudad italiana de Mesina). Unos de sus toros que ya estaba viejo no podía seguir arando por lo cual se vio en la necesidad de enyugar a "Mecina"; pero "Mecina", después de un rato de arar también se cansó, de ahí la expresión ARA-MECINA.

## Población
Aramecina: Consta con una población de alrededor de 7,685 habitantes.

## Educación
- Jardín de Niños Domitila Arias
- Escuela Urbana Mixta Dionicio de Herrera
- Instituto Privado Tecnológico del Sur
- Instituto Ángel G. Hernández

## Salud
Servicios Privados para la Salud:
- Clínica Médica Aramecina
- Farmacia La Amistad
- Farmacia del Pueblo
- Clínica y Farmacia El Buen Pastor
- Clínica Médica PROVIVIR.

Servicios Públicos para la salud:
- CIS Aramecina
- CLinica Materno Infantil

## Religión
- Iglesia Centroamericana Belén
- Iglesia Católica
- Iglesia Sala Evangélica Sana Doctrina
- Iglesia de Dios.
- Iglesia Evangélica y Reformada

## Turismo
Aramecina como casi todos los municipios del sur de Honduras tiene mucho potencial turístico, a continuación se presentan algunas opciones para disfrutar de su estadía.
- Caminatas por los cerros Potosí y el Caballito, fieles guardianes de este municipio, donde se disfruta de una hermosa vista del Golfo de Fonseca y los vecinos países de El Salvador y Nicaragua. Además el pueblo les ofrece una guía por la ruta minera antigua de este municipio, que alcanzó su mayor auge con la Mina Apasapo; además la localidad cuenta con balnearios y las cascadas de "El Aguacate".

## Transporte
Aramecina cuenta con una vía principal, que es el denominado "Canal Seco" entre la república de Honduras y la república de El Salvador. Este lo atraviesa de norte a sur, comenzando por la aldea de Solubre, atravesando el casco urbano, y saliendo por la aldea de Sampito, hacia el municipio vecino de Goascorán en el departamento de Valle. Además cuenta con caminos terciarios hacia todas sus aldeas incluida la más lejana, El Cantil.
El sistema de transporte está dividido en los siguientes niveles y cuenta con:
| Nivel         | Transporte                                               |
| ------------- | -------------------------------------------------------- |
| Municipal     | Autobús (con la ruta: Las Posas–El Cantil)               |
| Municipal     | Mototaxis (dentro de la ciudad y hacia todas sus aldeas) |
| Departamental | Autobús (hacia Nacaome)                                  |
| Departamental | Coronelas (hacia El Amatillo y Caridad)                  |
| Nacional      | Autobuses (hacia Choluteca, Comayagua y Comayagüela)     |
| Nacional      | Autobuses Ejecutivos (hacia Comayagüela)                 |

## Comunicaciones
- Radio Comunitaria Voces

## Oficinas Públicas
- Alcaldía Municipal
- Registro Nacional de las Personas (RNP)
- Dirección Municipal de Educación.

## División Política
Aldeas: 12 (2013)
Caseríos: 63 (2013)
| Código | Aldea         |
| ------ | ------------- |
| 170401 | Aramecina     |
| 170402 | El Cantil     |
| 170403 | El Pedregal   |
| 170404 | El Tablón     |
| 170405 | La Peña       |
| 170406 | Las Pozas     |
| 170407 | Los Terreros  |
| 170408 | Macuelizo     |
| 170409 | Sampito       |
| 170410 | Santa Lucía   |
| 170411 | Solubre       |
| 170412 | Tierra Blanca |
|        | El Nance      |

### División de la Ciudad de Aramecina

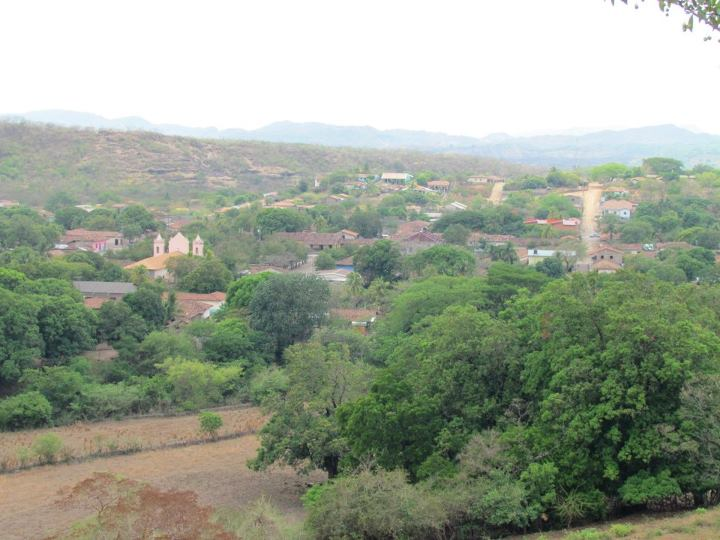
Vista de la ciudad de Aramecina.

El casco urbano se encuentra dividido en cuatro barrios y una Colonia.
|         | Nombre         |
| ------- | -------------- |
| Barrio  | El Centro      |
| Barrio  | Arriba, Zona 1 |
| Barrio  | Arriba, Zona 2 |
| Barrio  | Abajo          |
| Barrio  | El Calvario    |
| Colonia | Juan Barahona  |

### Nomenclatura del Pueblo
El municipio cuenta dispuesto con siete calles y ocho avenidas principales:
- 1.ª Calle Poniente (Calle: Crisóstomo Cuevas)
- 2.ª Calle Poniente (Calle: San Sebastián)

Entre la avenidas municipales tenemos:
- 1.ª Avenida Norte (Avenida USA)
- 4.ª Avenida Norte (Avenida Lempira)
- 1.ª Avenida Sur (Avenida Cabañas)
- 2.ª Avenida Sur (Avenida José Calistro Díaz).

Además de estos existen algunos callejones solo para paso peatonal, entre ellos cabe mencionar: callejón Chachunga, Callejón El Calvario, etc.